# 漢文訓読入門
漢文訓読入門（かんぶんくんどくにゅうもん）は、古田島洋介、湯城吉信の著書。2011年6月に明治書院から発刊された。漢文訓読にかかわる基礎知識を解いた入門書。漢文訓読の解説書は、特定の助字をとりあげ、その字ごとの用法の解説に紙数を割く傾向があるが、本書は助字の解説の分量を抑え、漢文の統語構造の初歩、返り点・送り仮名のつけかた、練習問題などの項目を、全般的かつ最低限にあつかい150ページ弱の小部に収めている。

## 書誌情報
- 漢文訓読入門 古田島洋介・湯城吉信著 明治書院 2011 ISBN 978-4-625-73400-7